# Стів Коновальчук
Стівен (Стів) Рід Коновальчук (англ. Steven Reed Konowalchuk; 11 листопада 1972, Солт-Лейк-Сіті, Юта, США) — американський хокеїст українського походження, лівий нападник. Головний тренер «Спрингфілд Тандербердс» у Американській хокейній лізі (АХЛ).  
Виступав за «Портленд Вінтергокс» (ЗХЛ), «Вашингтон Кепіталс», «Балтимор Скіпджекс» (АХЛ), «Портленд Пайретс» (АХЛ), «Колорадо Аваланш».
В чемпіонатах НХЛ — 790 матчів (171+225), у турнірах Кубка Стенлі — 52 матчі (9+12). 
У складі національної збірної США учасник чемпіонатів світу 2000 і 2002 (14 матчів, 4+2); учасник Кубка світу 1996 і 2004 (6 матчів, 0+0). У складі молодіжної збірної США учасник чемпіонату світу 1992.
Досягнення
- Володар Кубка світу (1996)
- Бронзовий призер молодіжного чемпіонату світу (1992)

Нагороди
- Трофей чотирьох гравців «Бронкос» (1992)

Тренерська кар'єра
- Асистент головного тренера «Колорадо Аваланш» (2009–11, НХЛ)
- Головний тренер «Сієтл Тандербердс» (2011-17, ЗХЛ)
- Асистент головного тренера «Анагайм Дакс» (2018, НХЛ)
- Скаут «Нью-Йорк Рейнджерс» (2018-21, НХЛ)
- Головний тренер «Ред Дір Ребелс» (2022-23, ЗХЛ)
- Асистент головного тренера «Колорадо Іглз» (2024, АХЛ)
- Головний тренер «Спрингфілд Тандербердс» (з 2024-, АХЛ)

Родина
Брат Браян теж хокеїст.